# Maurinus von Köln

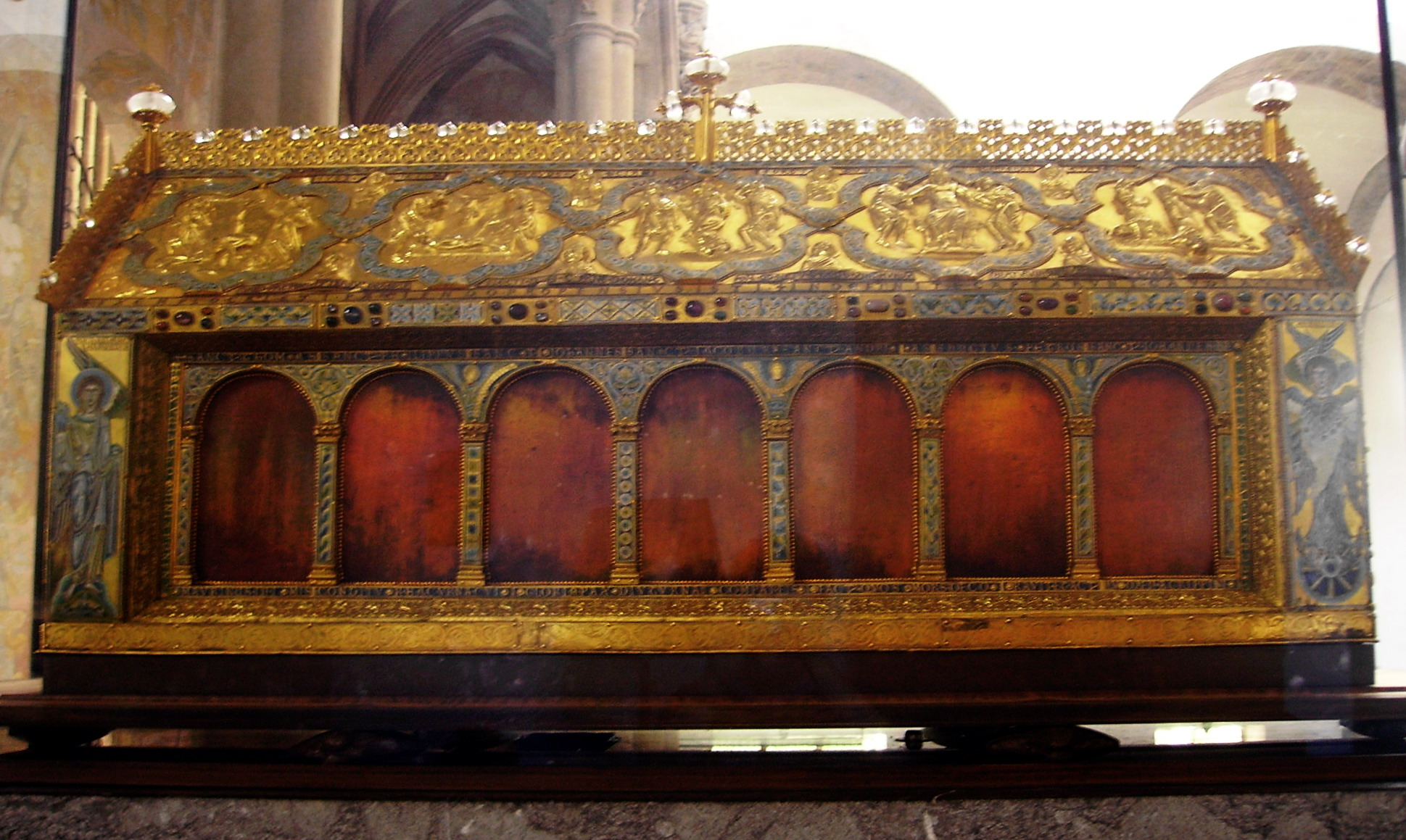
Maurinus-Schrein in St. Pantaleon

Maurinus von Köln († an einem 10. Juni vor dem 10. Jahrhundert in Köln) war laut Inschrift auf seinem Sarg Abt und starb als Märtyrer. Er ist ein Heiliger der katholischen Kirche; sein Gedenktag ist der 10. Juni.
Über seine Persönlichkeit ist wenig bekannt. Sein Martyrium steht möglicherweise im Zusammenhang mit den Wikingereinfällen 881/882. Der beschriftete Sarg mit seinen Gebeinen wurde beim Neubau der Kölner Kirche St. Pantaleon 966 aufgefunden. 1180 wurde für die Reliquien ein kostbarer Schrein angefertigt, in dem sie bis heute aufbewahrt werden.
Die Kirche St. Maurinus (Lützenkirchen) ist ihm geweiht.